# Флавій Зенон
Зенон (грец. Ζήνων, лат. Zeno; близько 425 — 9 квітня 491) — імператор Східної Римської імперії (Візантії) з 29 січня 474 по 9 квітня 491 року з 20 місячною перервою у 475/476 роках. Під час його правління офіційно закінчила своє існування Західна Римська імперія.

## Ранні роки
Тарассікодісса (Tarasicodissa) чи Траскаллісеус, як його називали до початку його правління, походив із ісаврів — народу з південно-західної Анатолії. Римляни на них дивилися як на дикий народ, хоча ісаури вже 200 років були римськими громадянами.
Лев I Макелла помітив Тарассікодісса у 466 році, коли той представив докази зради сина magister militum Аспара. Два роки пізніше він уже в оточенні імператора і належав до його талановитих полководців. У 468 році він повернувся переможно з Фракії, в той час як його конкуренти в оточенні Лева I майже втратили флот у боротьбі із вандалами у 468 році. У 471 Лев I стратив Аспара, та надав Тарассікодіссу ранг magister militum. Тепер уже Зенон (Тарассікодісс прийняв це ім'я офіційно), одружився із дочкою імператора — Аріадною. Їхній син Лев ІІ став незабаром (474) наступником Лева І на троні.
Зенон став успішним командиром і вигнав вандалів, а потім й гунів та гепідів з півдня Дунаю. Через 11 днів після смерті Лева І короновано Зенона на Авґуста разом із його сином на співімператора. Лев ІІ швидко помер у листопаді 474 і Зенон залишився одноосібним імператором.

## Правління
Зенона не зовсім добре приймав народ та еліта. Почалися повстання. Навіть його теща — Веріна склала план зведення на престол свого брата Василіска. Під тиском цих інтриг дійшло до військових сутичок. Зенон у 475 був змушений тікати з Константинополя в Ісаврію, при цьому його переслідували війська Василіска. Залишки армії Зенона зазнали поразки, і він був змушений сховатися в одному з укріплених місць Ісаврії, разом з Аріадною.
За часів правління Зенона почалася Акакіанська схизма — розкол між Східною і Західною християнськими церквами, що тривав тридцять п'ять років, з 484 по 519 рр.
Василіск, отримавши владу, повів себе ще гірше Зенона, який частково зброєю, а частково інтригами у 477 знову домігся престолу. Василіск був засланий у Фригію і там скоро помер.
У цей час в імперію з усіх боків вторгалися варвари, але часті змови і внутрішні чвари не давали Зенону можливості повернути проти них військо. Щоб позбутися остготів, які поселилися в Мезії, він дозволив Теодоріху зайняти Італію і позбавити престолу Одоакра, наслідком чого стало заснування Остготської імперії в Італії.
Помер від дизентерії 9 квітня 491 року.
Після смерті Зенона, Аріадна одружилася з Анастасієм, коронованим у тому ж 491 році.